# Asterix bei den Belgiern
Asterix bei den Belgiern (französischer Originaltitel: Astérix chez les Belges) ist der 24. Band der Asterix-Reihe und erschien 1979 auf Französisch und auf Deutsch. Es handelt sich um den letzten Asterix-Band, dessen Text von René Goscinny stammt. Die Zeichnungen stammen von Albert Uderzo.

## Handlung
Die Handlung basiert auf der von Julius Caesar zu Beginn seines Werkes De bello Gallico getroffenen Aussage über die gallischen Volksstämme: „Die tapfersten unter allen sind die Belger …“ Als Majestix, der Häuptling des kleinen gallischen Dorfes, von diesem Urteil erfährt, fühlt er sich in seiner Ehre gekränkt und beschließt, in einem Wettkampf mit den Belgiern zu beweisen, dass in Wahrheit er („Ich werd euch allen beweisen, dass ich der tapferste Gallierstamm bin!“) und seine Leute die Allertapfersten sind. Folglich beginnen sowohl die Belgier als auch Majestix, Asterix und Obelix, die auf Miraculix’ Geheiß ihrem Chef nachgereist sind, damit „die Geschichte nicht bös’ ausgeht“, systematisch Römerlager in Belgien zu verwüsten. Schließlich erfährt Caesar von diesen Vorgängen und erscheint selbst in Belgien. Nach einer turbulenten Schlacht befragt, wer denn nun Sieger in dem Wettbewerb sei, verliert er die Fassung und bricht in die nicht zitierfähigen Worte aus: „Ihr spinnt alle miteinander!“ Dies führt zu großer Erheiterung bei beiden Parteien, sodass das Abenteuer wie üblich mit dem allgemeinen Festmahl enden kann.

## Comic und Historie
Dass Cäsar die Belgier in seinem Buch Der Gallische Krieg als am tapfersten beschrieb, ist wahr, von ihm jedoch keineswegs als Kompliment zu verstehen. Das Zitat endet nämlich mit „[…] weil ihnen Höflichkeit und römische Zivilisation fremd sind“. Damit wollte er darauf hinweisen, dass sie ohne Strategie und Organisation vorgingen, was auch der Grund war, weshalb auch die Belgier letztendlich vor Cäsar die Waffen strecken mussten.

## Veröffentlichung
René Goscinny starb 1977, als er gerade erst das Manuskript für Asterix bei den Belgiern abgeschlossen hatte. Albert Uderzo weigerte sich daraufhin zunächst, den Band alleine fertigzustellen, wurde aber schließlich vom Verlag Dargaud per Gerichtsbeschluss dazu gezwungen.
In Frankreich erschien die Geschichte 1979 als Album im Verlag Dargaud. In der deutschen Übersetzung wurde sie vorab in der Fernsehzeitschrift Gong in den Ausgaben 38/1978 bis 20/1979 jeweils wöchentlich abgedruckt und 1979 als 24. Band der Asterix-Reihe herausgebracht. 2002 wurde dieser Band neu aufgelegt und erhielt ein neues Titelbild.
Der Band erschien unter anderem auch auf Englisch, Spanisch und Türkisch sowie in den Mundarten Unterfränkisch und Luxemburgisch.